# Corgatha bipunctata
Corgatha bipunctata là một loài bướm đêm trong họ Erebidae.